# As (Belgien)
As (deutsch Asch) ist eine in der Region Kempen gelegene, belgische Gemeinde in Flandern mit 8259 Einwohnern (Stand 1. Januar 2024). Sie besteht aus dem Hauptort und dem Ortsteil Niel-bij-As
Hasselt liegt 18 Kilometer südwestlich, Maastricht 18 Kilometer südöstlich, Aachen 44 Kilometer südöstlich, Eindhoven 48 Kilometer nördlich und Brüssel etwa 85 Kilometer westsüdwestlich.

## Geschichte
In der belgischen Provinz Limburg wurde erstmals am 2. August 1901 in As Steinkohle in einer Tiefe von 541 Meter entdeckt. Die Bohrung erfolgte  im Auftrag des Geologen André Dumont durch die Erkelenzer Internationale Bohrgesellschaft des Anton Raky. Heute erinnert in der André Dumontlaan ein steinernes Denkmal, es hat die Form eines Bohrturmes, an dieses bedeutende Ereignis.
Im Ersten Weltkrieg betrieben die Deutschen in As eine Minenwerfer-Schule. In mehreren Biographieen ehemaliger deutscher Offiziere wird darauf verwiesen, dass sie zu einem Lehrgang in die Minenwerfer-Schule Asch bei Genk abkommandiert wurden.

## Verkehr
Die nächsten Autobahnabfahrten befinden sich bei Genk an der A2/E 314.
In Genk, Hasselt und Bilzen befinden sich die nächsten Regionalbahnhöfe und in Maastricht und Lüttich halten auch überregionale Schnellzüge.
Maastricht Aachen Airport und Lüttich Airport sind die nächsten Regionalflughäfen und nahe der Hauptstadt Brüssel gibt es einen internationalen Flughafen.

## Weblinks

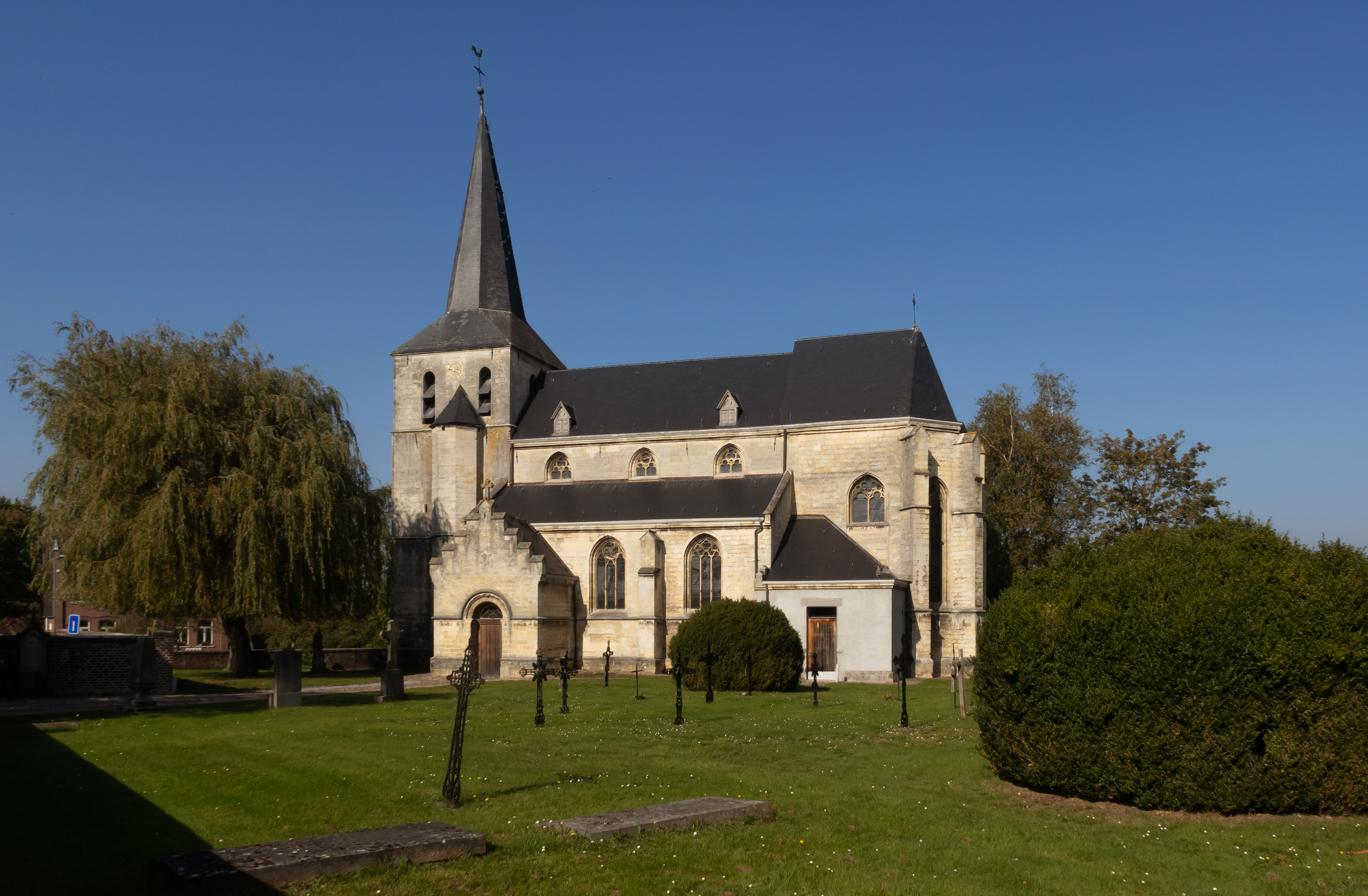
Sankt Aldegondiskirche